# Arte da China

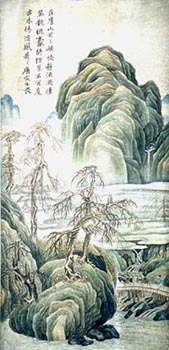
Montanha de Wu xia hou yan.

A China tem a mais longa tradição cultural do mundo, com uma história contínua de mais de 3 000 anos. A cultura chinesa conheceu uma notável longevidade e expansão geográfica que remonta pelo menos ao terceiro milênio a.C., altura em que este povo se concentrava na região do Rio Amarelo. A periodização da civilização chinesa foi estabelecida através das diferentes dinastias que governaram a nação, desde as precursoras Shang (1650 a.C.-1027 a.C.), cujas produções culturais se enquadram no período do bronze e Zhou (1027 a.C.-256 a.C.). 
Foi durante a época Tang (618-907 d. C.) que o país atingiu a maior dimensão territorial de toda a sua história. Seguiram-se a Época Sung (960-1279), a dinastia Ming (1368-1644) e o período Qing ou Manchu, que correspondeu à última dinastia imperial (1644-1911).

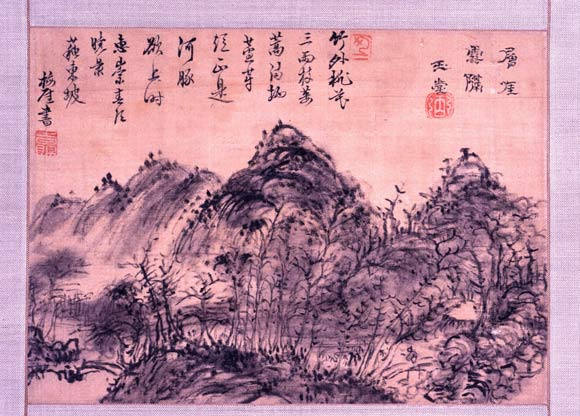
Pintura com caracteres descritivos do objecto ilustrado.

Caracterizada pela serenidade e permanência das formas expressivas e pela rigidez de valores estéticos, a cultura chinesa procurou sempre, através das suas realizações artísticas, a harmonia com o universo. Com a abertura da cultura chinesa ao exterior verificada durante a dinastia Ching, tornou-se evidente, em paralelo com a exportação de artefatos artísticos para todo o mundo ocidental, a apropriação pela China de outras linguagens estéticas.
A arte chinesa é significativa não apenas pela beleza, mas também porque foi a maior fonte de inspiração para todo o Oriente - Japão, Coreia, Tibete, Mongólia, Indochina e Ásia Central. A Europa também deve, à China, muitos dos seus impulsos artísticos, bem como a introdução de variadas técnicas, principalmente na cerâmica e na tecelagem.

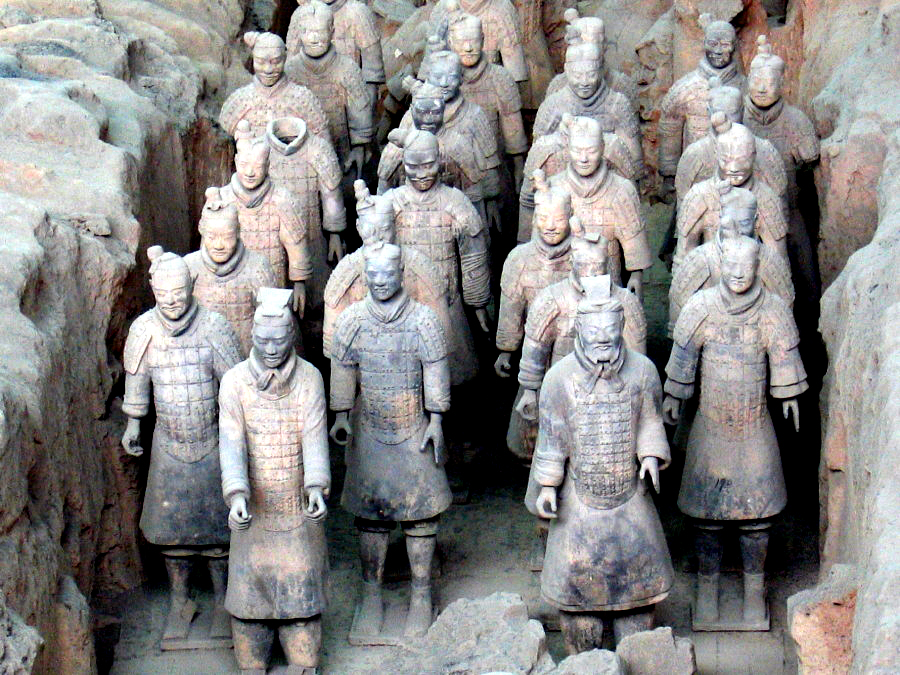
Soldados de terracota.

A postura em relação às artes apresentava muitas diferenças entre a China e o Ocidente. O amador erudito, por exemplo, tinha, geralmente, um status mais elevado do que o profissional, e não havia distinção entre belas-artes e artes aplicadas. Na verdade, a caligrafia na China há muito tempo já era considerada a mais nobre das artes.
A pintura era uma forma desenvolvida da caligrafia, e ainda hoje as duas apresentam relações bem próximas. O pintor, em vez de pintar seus quadros em telas ou madeira com tintas a óleo, geralmente trabalhava em seda ou papel com aquarela. Além disso, a vitalidade e o ritmo das pinceladas era mais importante que o naturalismo da representação.
O escultor utilizava pedra, madeira ou bronze, mas algumas vezes modelava ou revestia suas obras com laca, uma forma de arte originária da China. A porcelana também foi fabricada pela primeira vez na China, mais de mil anos antes que o segredo de sua manufatura fosse conhecido na Europa, no início do século XVIII. O jade é outro tipo de material associado à China, tendo sido utilizado na confecção de objetos rituais, armas cerimoniais, joias e pequenas esculturas.
As casas dispõem na maioria das vezes de um só andar, espalhando-se por grandes terrenos, com jardins e pátios entre as várias alas, embora palácios, templos e pagodes sejam mais altos. Os telhados também são construídos sobre portões, pontes, muralhas e monumentos. Vários telhados aparecem muitas vezes uns sobre outros, com os beirais formando graciosas curvas para cima, uma das características mais típicas da arquitetura da China.

## História
Depois de um período pré-histórico bastante obscuro, a evolução da arte chinesa pode ser dividida em cinco longos períodos, para os quais, no entanto, não existem limites bem claros. Registros definitivos datam da segunda parte da dinastia Shang (1711 a.C.-1066 a.C.), cujos trabalhos mais importantes são os vasos de bronze para sacrifícios, de formas rígidas e decorados principalmente com motivos animais, de significado religioso.
O segundo período tem início com a unificação da China em 221 a.C., durante a dinastia Qin, com o imperador Shi Huangdi, o construtor da Grande Muralha. Objetos de bronze e jade constituem os mais importantes exemplos da arte deste período; além disso, também foram encontrados vasos de cerâmica vitrificada e figuras em sepulturas.
Um dos acontecimentos mais importantes da dinastia Han (206 a.C.-220 d.C.) foi a introdução do budismo, proveniente da Índia e da Ásia Central, uma vez que os templos e mosteiros budistas se tornaram os grandes patrocinadores e guardiões das artes. Os exemplos mais bem preservados são aqueles que, seguindo o modelo indiano, foram escavados nas faces das rochas, decorados com esculturas e afrescos. Estes templos pertencem ao terceiro período da arte chinesa, cujo clímax foi atingido pelas dinastias Sui (581-618) e Tang (618-907). A China foi unificada após um período de invasões e guerra civil, quando todas as artes floresceram.
O século X marca o início do quarto período, que culminou na dinastia Song (960-1279), época em que a arte chinesa atingiu seu apogeu. O grande feito destes séculos foi a transformação da simples pintura de paisagens numa arte maior, muito antes de a Europa ter vislumbrado tal possibilidade. Teve a mesma importância neste período a cerâmica, inigualável tanto pela nobreza da forma quanto pela beleza da decoração.

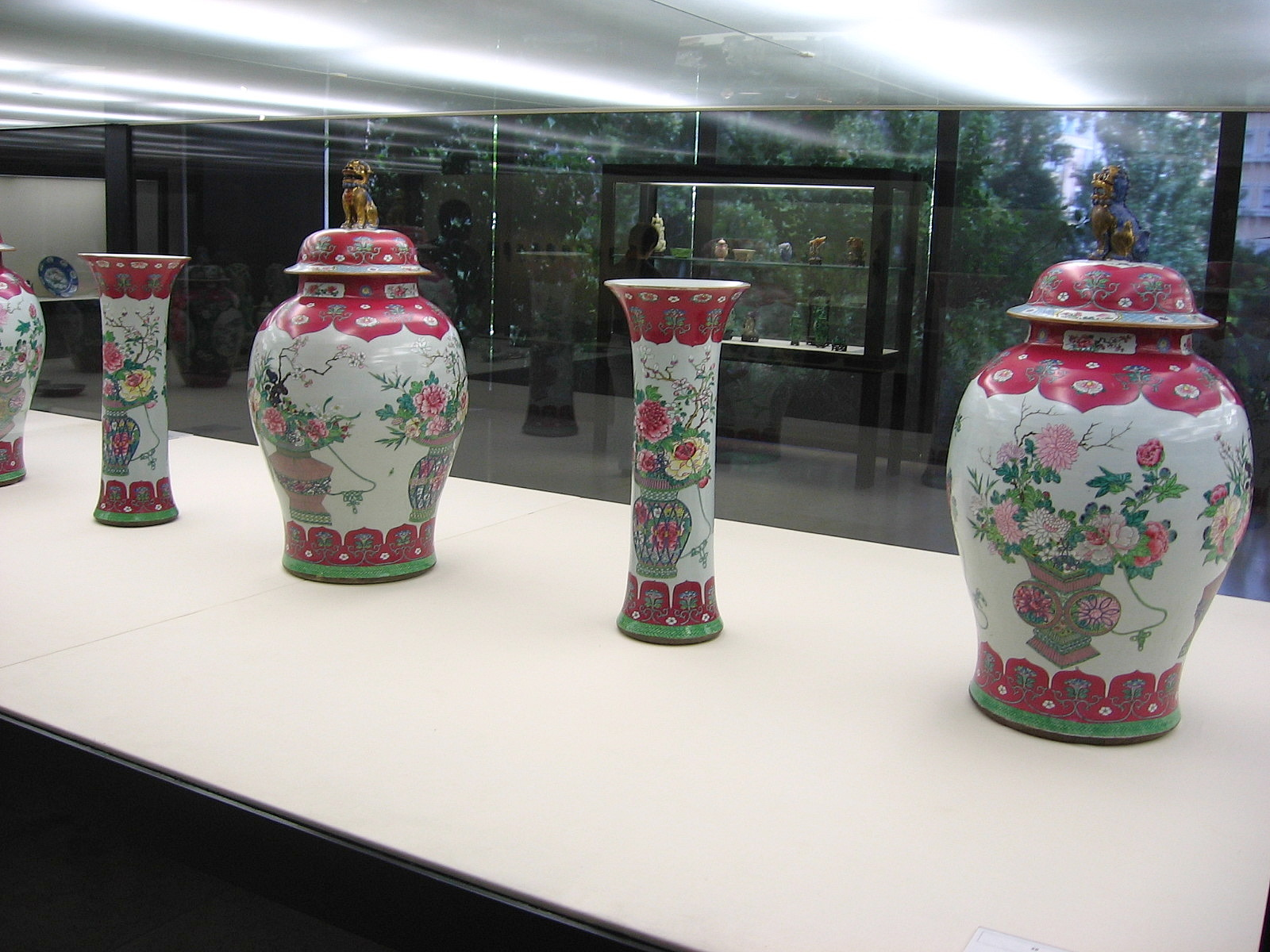
Cerâmica da dinastia Qing, do acervo do Museu Calouste Gulbenkian, em Lisboa.

O último grande período da arte chinesa vai do reinado dos imperadores Ming (1368-1644) até a última dinastia dos Manchu ou Qing (1644-1911). A pintura e a cerâmica mantiveram o alto nível e novas técnicas de fabricação de porcelana foram desenvolvidas, especialmente a pintura azul vitrificada e a utilização de cores esmaltadas sobre a vitrificação.
Notável habilidade também foi demonstrada nos trabalhos de escultura em marfim e jade, e no esmalte cloisonné (técnica francesa). No século II, uma combinação de influências ocidentais e outras oriundas da revolução minaram a tradicional arte chinesa.
A revolução comunista de 1949 e a criação da República Popular da China sob a liderança de Mao Tsé-Tung introduziram uma incontornável dimensão política em todas as formas de expressão artística. Os movimentos vanguardistas foram banidos e tachados como "formalismo burguês". Por outro lado, a revolução também propiciou o renascimento de formas artísticas ancestrais e ensinou o povo a valorizar suas tradições no campo das artes, o que resultou em valiosa restauração e descoberta de tesouros artísticos do passado, como o folclore, que foi assumido como valioso produto de exportação e importante fonte de rendimentos.